# Roberto Lezaun
Roberto Lezaun Zubiria (ur. 23 lipca 1967 w Pampelunie) – hiszpański kolarz górski i szosowy, dwukrotny medalista mistrzostw świata i brązowy medalista mistrzostw Europy MTB.

## Kariera
Pierwszy sukces w karierze Roberto Lezaun osiągnął w 1990 roku, kiedy zwyciężył w klasyfikacji generalnej hiszpańskiego Vuelta Ciclista a Navarra. Rok późnej triumfował w klasyfikacji generalnej Vuelta a Andalucía. W 1999 roku wystąpił na mistrzostwach świata MTB w Åre, gdzie wspólnie z Margaritą Fullaną, Carlosem Colomą i José Antonio Hermidą złoty medal w sztafecie cross-country. Wynik ten powtórzył podczas mistrzostw świata MTB w Sierra Nevada. Tym razem Hiszpanie wystąpili w składzie: Roberto Lezaun, Margarita Fullana, Iñaki Lejarreta i José Antonio Hermida. Ponadto na mistrzostwach Europy MTB w Porto de Mós Lezaun zdobył indywidualnie brązowy medal w cross-country, przegrywając tylko z dwoma Francuzami: Miguelem Martinezem i Grégorym Volletem. W 1996 roku wystąpił na igrzyskach olimpijskich w Atlancie, ale rywalizacji w cross-country nie zdołał ukończyć. Na rozgrywanych cztery lata później igrzyskach olimpijskich w Sydney, w tej samej konkurencji zajął piętnastą pozycję.